# Florence Freeman Jones
Florence Lucinda Freeman (1912- ) es una docente y botánica estadounidense.

## Algunas publicaciones
- george Neville Jones, florence lucinda Freeman Jones. 1943. A revision of the perennial species of Geranium of the United States and Canada. Ed. The University Press. 317 pp.

### Libros
- -----, -----. 1945. Flora of Illinois: containing keys for the identification of the flowering plants and ferns. N.º 2 de American midland naturalist.

- La abreviatura «F.F.Jones» se emplea para indicar a Florence Freeman Jones como autoridad en la descripción y clasificación científica de los vegetales.[1]